# Könsuttryck
Könsuttryck är hur en person uttrycker sin könsidentitet genom exempelvis kläder, kroppsspråk, frisyr, röst, om och hur man sminkar sig, och är en del av en persons sociala kön.
En persons könsuttryck behöver inte vara detsamma som könsidentiteten. Exempelvis kan en person identifiera sig som man trots att personen inte uttrycker sig normativt manligt, det vill säga enligt vad samhället anser är stereotypt för hur män bör till exempel klä sig. Inte heller säger könsuttrycket något om en persons sexuell läggning.
Baserat på de sociala normerna så kan en persons könsuttryck beskrivas som exempelvis maskulint, feminint, könsneutralt eller androgynt.

## Källhänvisningar
1. ↑  ”Kön och könsdysfori”. RFSL. 11 december 2020. https://www.rfsl.se/verksamhet/idrott-for-alla-kroppar/kon-och-konsdysfori/. Läst 9 januari 2025.
2. ↑  ”Könsidentitet och könsuttryck”. 1177.se. 17 januari 2023. https://www.1177.se/Stockholm/liv--halsa/konsidentitet-och-sexuell-laggning/konsidentitet-och-konsuttryck/. Läst 10 januari 2025.
3. ↑  ”What Does Gender Expression Mean?” (på engelska). Verywell Mind. https://www.verywellmind.com/what-is-gender-expression-5187952. Läst 9 januari 2025.